# 比奇1900
比奇1900（英語：Beechcraft 1900）是双发涡轮螺旋桨的19座支线飞机，由原雷神公司属下的比奇飞机公司研发生产，它主要设计于支线飞机，也可作为运输机。

## 发展
比奇飞机公司看見其產品比奇空中國王系列取得成功，決定以比奇超級空中國王為基礎，發展一款19座級的支線客機，是為比奇1900。比奇1900結構大部份與超級空中之王相同，但重新設計了機身，使最大載客量增至19人。機身用鋁製成，駕駛艙航電採用霍尼韦尔电子飞行仪表系统，發動機為普惠公司的PT6A-65B，推力達1,100軸馬力。
比奇其生產了三架1900原型機，以及一架原型機用作靜態測試。首架1900在1982年9月3日首飛，1983年11月22日取得美国联邦航空局適航證。首款量產型號是1900C，飛機的機門設有登機梯，機尾設有貨艙門，首架在1985年交付給ExecLiner。此外，1900C亦設有公務機型號。1900C-1是在1900C上發展出來，生產線在1993年結束，共生產了173架。與1900C不同的是，C-1增加了機翼油箱，使其最大燃油量增至685加侖。美國陸軍和埃及軍方訂購了少量C-1型號，中華民國空軍亦在1988年訂購了12架，其中一架（編號1905）於1990年8月21日失事墜毀。
1989年3月美国支线航空协会大會中，比奇宣佈有意開發新款1900型號，為1900D。1900D在機翼上增加了小翼，以改善其高熱性能。發動機採用PW PT6A-67D，推力達1,279軸馬力，增設兩片机腹导流片及增加客艙高度。首飛在1990年3月1日，1991年3月取得適航證，首架1900D在同年11月交付給梅薩航空。1900D投入服務後，雷福公司便結束了1900C的生產，集中火力生產改進型的1900D。1900D亦設有公務機版本，但軍用的1900D則只賣出了一架給美國陸軍。1997年3月交付給澳洲的衝勁航空的1900D是第500架1900系列。
比奇1900一共生产了695架，是世上最畅销的19座客机。梅薩航空是1900最大買家，共訂購了118架。雷神公司在2002年10月終止了比奇1900的生產線。

## 性能（1900D）

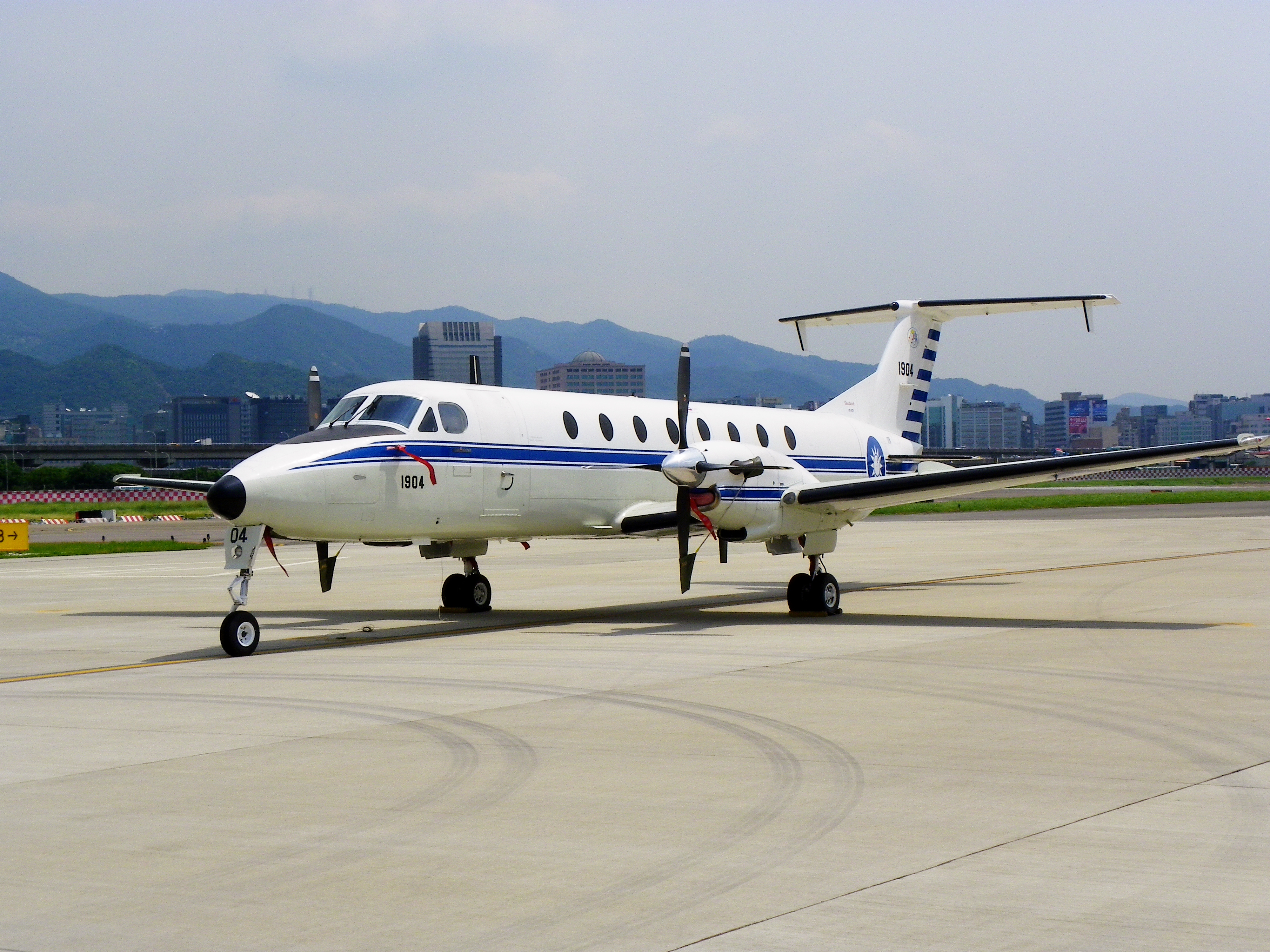
中華民國空軍的B1900C

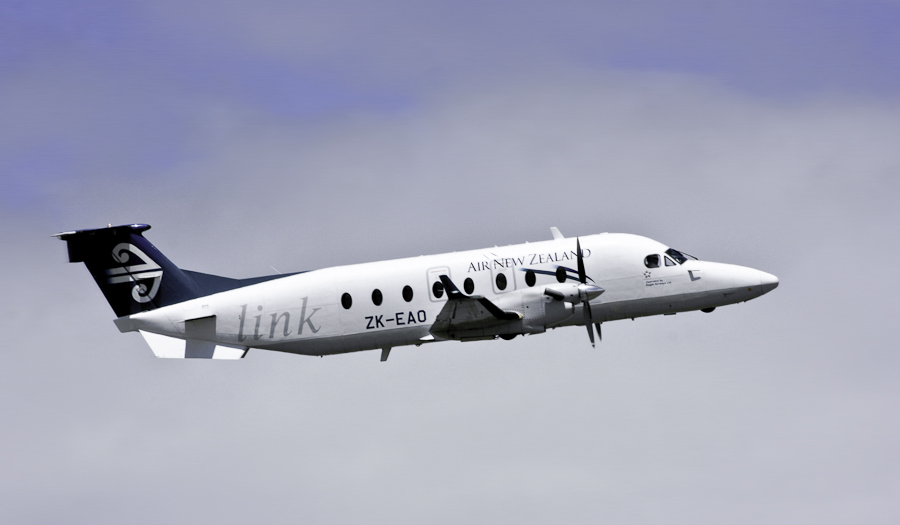
新西蘭支線航空的B1900D

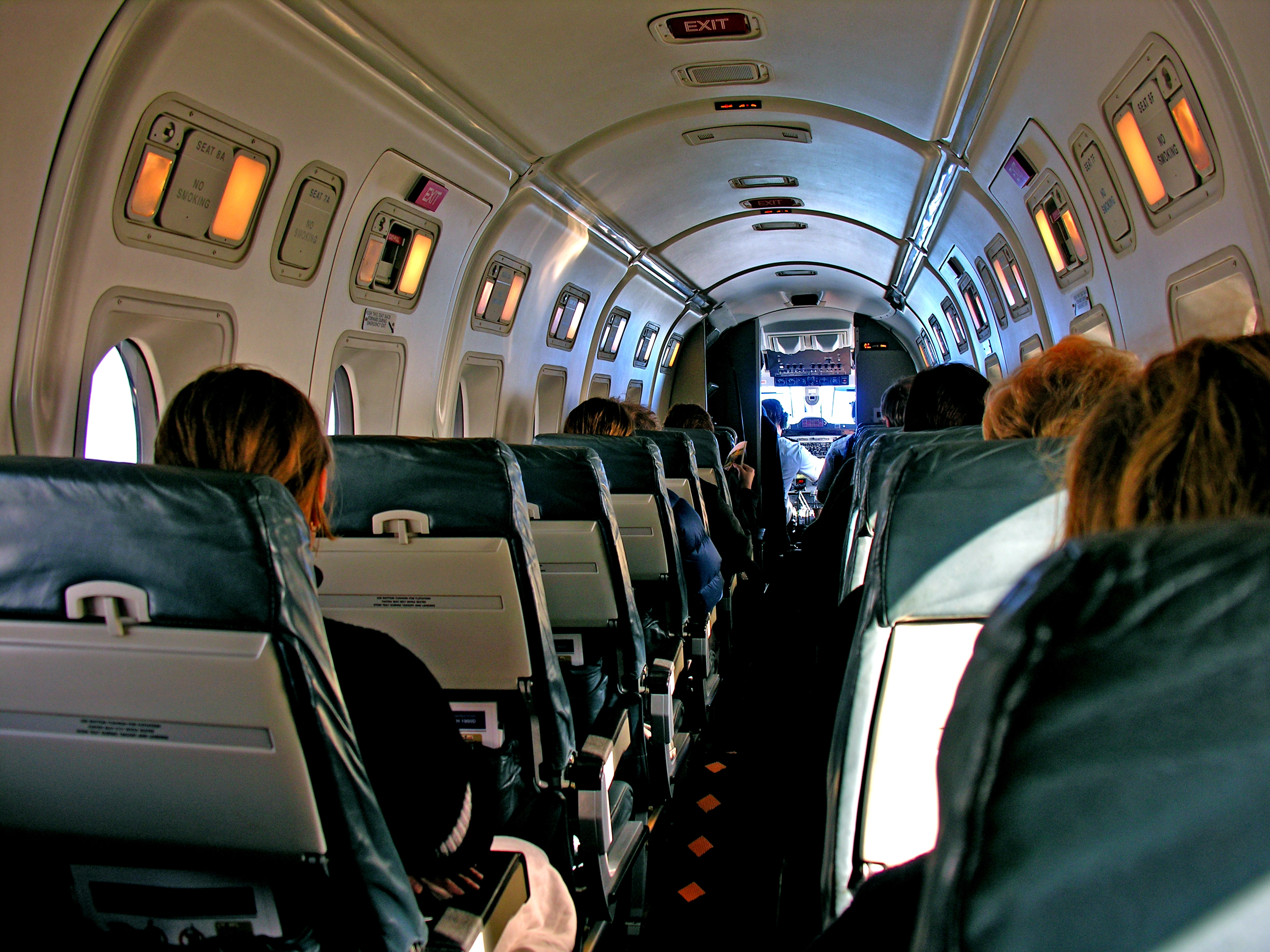
客艙

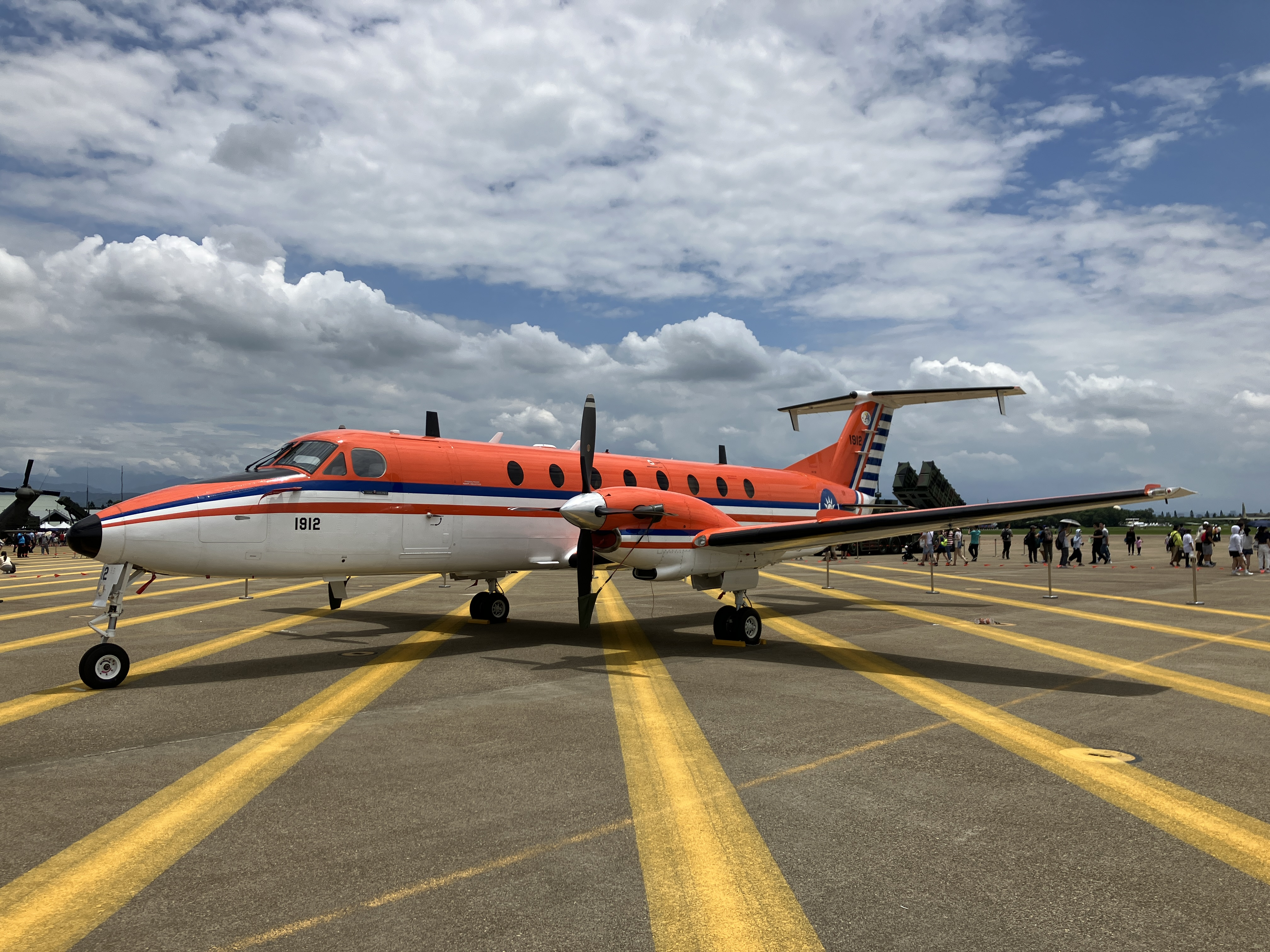
中華民國空軍EBH-1900C(編號1912)航道電波查核機

参考资料：Raytheon: Beechcraft 1900D Passenger Specifications and Performance
基本信息
- 机组：1-2人
- 容量：19人
- 長度：57英尺8英寸（17.58）
- 翼展：57英尺9英寸（17.60）
- 高度：15英尺5英寸（4.70）
- 空重：10,874磅（4,932）
- 总重：17,227磅（7,814）
- 最大起飛重量：17,120磅（7,766）
- 燃料容量：4,458 lb (2,022 kg)
- 发动机：2台普惠加拿大PT6A-67D渦輪螺旋槳發動機，每台1,279 shp (955 kW)

性能
- 巡航速度：280節（322英里每小時；519每小時）在20,000尺
- 航程：382海里（440英里；707）（載客19人）
- 转场航程：1,245海里（1,433英里；2,306）
- 升限：25,000英尺（7,600）
- 爬升率：2,615英尺每分鐘（13.28每秒）

## 事故
1998年7月30日，海神航空706號班機與一台塞斯納117飛機在法國基伯龍灣上空約2,000呎高空空中相撞，導致兩機15人含機組人員無人生還。事故原因是706班機機組為滿足乘客參觀法國號郵輪的要求而改為目視飛行並下降至雷達監測高度以下，以及塞斯納未開啟詢答機，加上兩機視線死角所造成。這次事故被輯製成空中浩劫第十六季的「Deadly Detour」。
在2003年1月8日，全美快運航空5481號班機起飛往格林維爾後不久撞向夏洛特/達格拉斯國際機場的飛機維修庫。全機21人罹難和地上1人受傷。調查結果顯示機師使用過期的旅客重量的計算公式導致飛機超重並且配重不均，令飛機起飛後不久攻角過高，而飛機控制系統在維修時被不適當地校準，終導致機員無法控制飛機。這次事故被輯製成空中浩劫第五季的「Dead Weight」。
2003年8月26日，科爾根航空9446號班機在海恩尼斯機場起飛不久後旋即墜海，機上2名駕駛全數罹難。調查後發現這架飛機在本次飛行前的維修中，升降舵的控制纜線被錯誤安裝，以致於做出與機組員相反的動作，報告中也認為機組員未確實執行起飛前檢查，而未發現此一維修錯誤。這次事故被輯製成空中浩劫第二十四季的「Pitch Battle」。